# Charles Veach
Charles Lacy Veach (Chicago, 18 de setembro de 1944 – Houston, 3 de outubro de 1995) foi um astronauta norte-americano, veterano de duas missões espaciais.
Formou-se em administração de engenharia na Academia da Força Aérea dos Estados Unidos em 1966 e qualificou-se como piloto militar em 1967. Nos quatorze anos seguintes, serviu como piloto de caça, pilotando jatos North American F-100 Super Sabre, General Dynamics F-111 Aardvark e Republic F-105 Thunderchief, em missões na Europa, Oriente Médio e nos Estados Unidos, além de participar de 275 missões de combate durante a Guerra do Vietnã. Em 1976-77 integrou os Thunderbirds, esquadrão de acrobacia da Força Aérea dos Estados Unidos, voando no Northrop T-38 Talon, acumulando mais de 5000 horas de voo na carreira.
Começou a trabalhar na NASA em 1982 como engenheiro e piloto de pesquisa no Centro Espacial Lyndon B. Johnson. Sua principal função foi ser instrutor da aeronave de treinamento para o ônibus espacial, um avião Gulfstream bastante modificado, usado para treinar os astronautas no pouso do ônibus espacial.
Foi qualificado como astronauta em 1985, participando de duas missões espaciais. A primeira na STS-39 Discovery, lançada em 28 de abril de 1991, uma missão de oito dias em que experiências científicas secretas foram realizadas para o Departamento de Defesa dos Estados Unidos, incluindo o teste de câmeras ultra-violeta e um telescópio de raio-X. A segunda missão foi na STS-52 Columbia, lançada em 22 de outubro de 1992, uma missão de pesquisa conjunta entre americanos e italianos, que orbitou a Terra por dez dias.
Morreu de câncer, em outubro de 1994 aos 51 anos, no Texas, e foi enterrado em Honolulu, no Havaí.